# Yano (cầu thủ bóng đá)
Adriano Belmiro Duarte Nicolau với biệt danh Yano, là một cầu thủ bóng đá người Angola thi đấu ở vị trí tiền đạo cho Progresso do Sambizanga.

## Sự nghiệp quốc tế

### Bàn thắng quốc tế
Tỉ số và kết quả liệt kê bàn thắng của Angola trước.
| Bàn thắng | Thời gian            | Địa điểm                                                  | Đối thủ        | Tỉ số | Kết quả     | Giải đấu                     |
| --------- | -------------------- | --------------------------------------------------------- | -------------- | ----- | ----------- | ---------------------------- |
| 1.        | 14 tháng 11 năm 2012 | Sân vận động António Coimbra da Mota, Estoril, Bồ Đào Nha | Cộng hòa Congo | 1–0   | 1–1         | Giao hữu                     |
| 2.        | 10 tháng 1 năm 2016  | Sân vận động Muller, Johannesburg, Nam Phi                | Zambia         | 1–0   | 1–2         | Giao hữu                     |
| 3.        | 24 tháng 3 năm 2018  | Sân vận động Levy Mwanawasa, Ndola, Zambia                | Zimbabwe       | 2–2   | 2–2 (4–2 p) | Four Nations Tournament 2018 |